# CFKS-DT
CFKS-DT est une station de télévision québécoise de langue française située dans la ville de Sherbrooke appartenant à Bell Média et faisant partie du réseau Noovo.

## Histoire
CFKS a été lancé le 7 septembre 1986 par Cogeco en tant qu'affiliée au réseau TQS. Elle est devenue une station propriétaire lorsque Cogeco a fait l'acquisition du réseau TQS et a été rachetée par Remstar en 2008. TQS est devenu V le 31 août 2009. V est devenu Noovo le 31 août 2020.

## Télévision numérique terrestre et haute définition
Un signal haute définition de CFKS a été distribué aux abonnés de Vidéotron dès le 23 août 2009, remplaçant celui de Montréal.
CFKS a éteint son antenne analogique le 1er août 2011 et est passé au numérique le même jour au canal 30 (virtuel 30.1).